# Orly (Chanson)

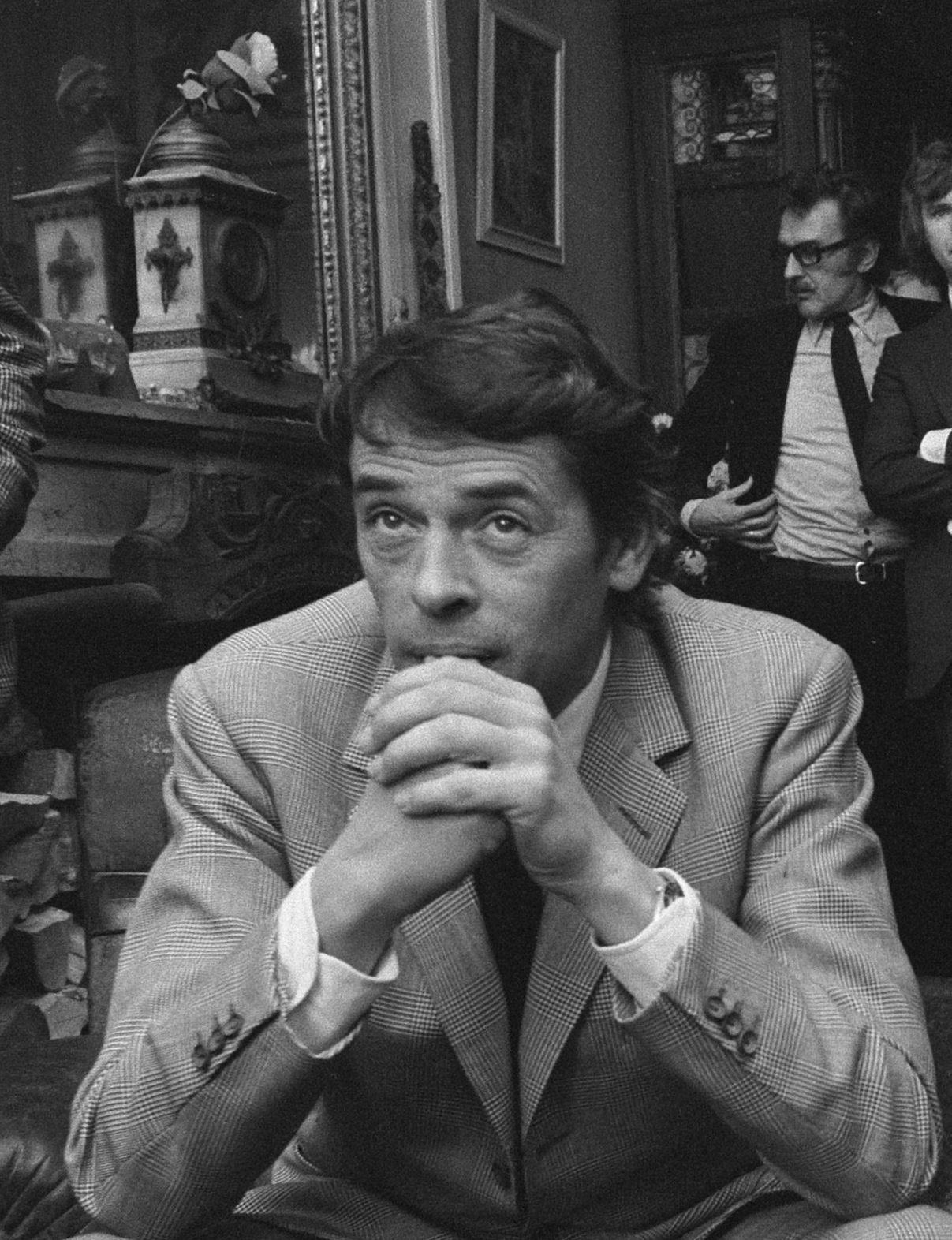
Jacques Brel, 1971

Orly ist ein Chanson des belgischen Chansonniers Jacques Brel in französischer Sprache. Es wurde am 5. September 1977 aufgenommen und am 17. November desselben Jahres auf Brels letzter Langspielplatte bei Disques Barclay veröffentlicht. Das Album des nach langer künstlerischer Pause aus der Südsee zurückgekehrten Chansonniers wurde ein öffentliches Ereignis in Frankreich. Orly gilt als eines der herausragenden Chansons auf Brels letzter Veröffentlichung.
Das Lied handelt von einem Liebespaar, das sich auf dem Flughafen Paris-Orly voneinander verabschiedet. Ungewöhnlich für Brels Œuvre ist die Beobachterrolle, die der Erzähler einnimmt, und der nicht vorrangig männliche Blickwinkel, der sich am Ende auf die verlassene Frau richtet. Orly lässt sich nicht nur als trauriges Liebeslied, sondern mit seinen Anspielungen auf Krankheit und Tod auch als Abschied des todkranken Chansonniers vom Leben interpretieren. Im Refrain zieht Brel das Fazit, dass das Leben keine Geschenke verteile. Mit der Namensnennung seines Kollegen Gilbert Bécaud verweist er auf dessen ungleich optimistischeres Chanson Dimanche à Orly über Fernweh am Flughafen.

## Text und Musik

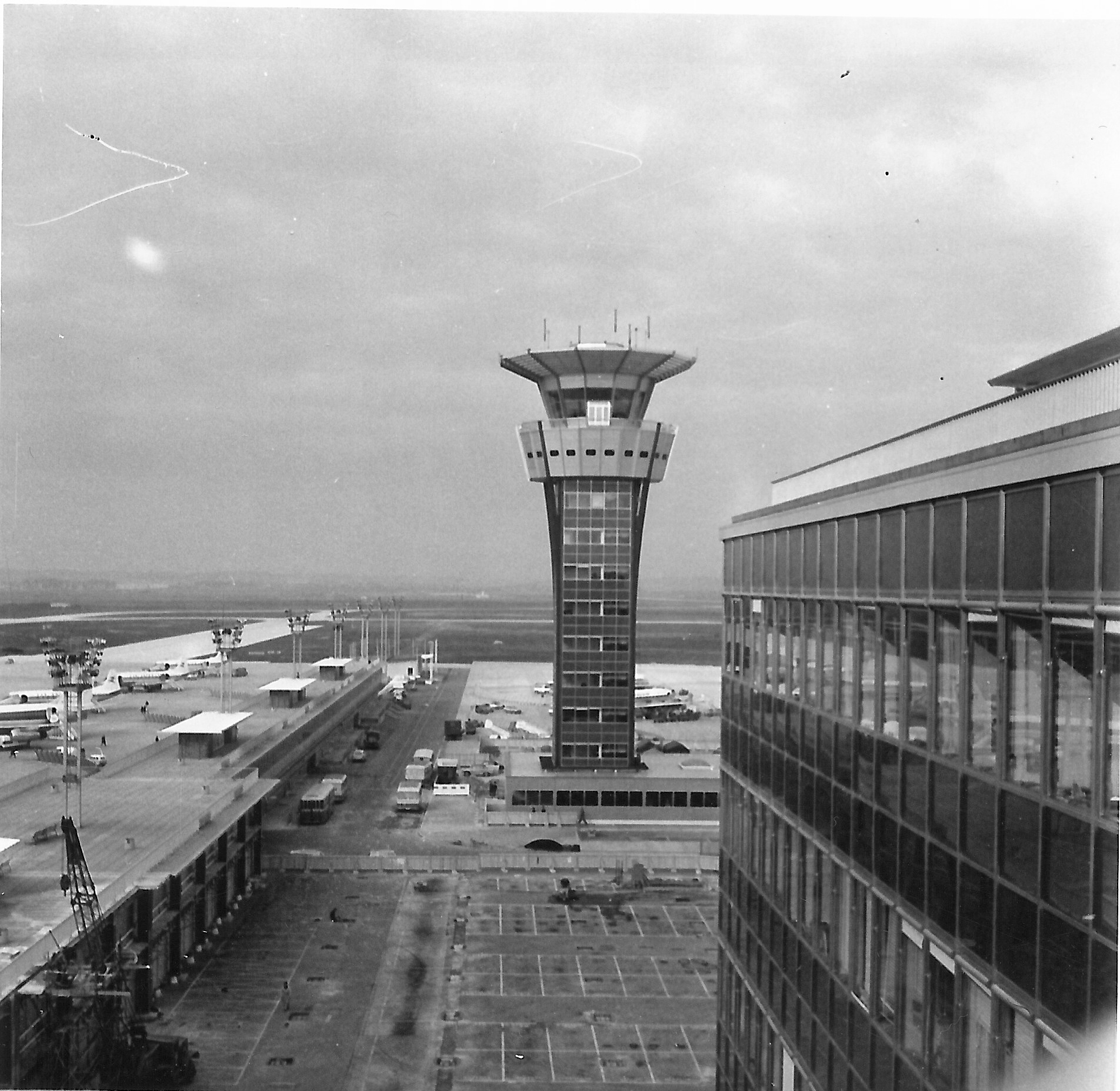
Tower im Flughafen Paris-Orly, 1966

Sonntags in Orly: Über zweitausend Menschen strömen durch den Flughafen, doch der Erzähler hat nur Augen für zwei, ein Liebespaar, das im Regen steht und sich so fest umarmt, dass die Körper verschmelzen. Unter Tränen beteuern sie ihre Liebe, doch machen sie einander keine Versprechungen, die sie nicht halten können. Schließlich trennen sich ihre Körper ganz langsam, halten sich wieder, bis sich der Mann abrupt abwendet und von einer Treppe verschluckt wird. Zurück bleibt die Frau, mit offenem Mund, schlagartig gealtert, als sei sie ihrem Tod begegnet. In der Vergangenheit hat sie schon öfter Männer verloren, doch dieses Mal ist es die Liebe, die sie verloren hat. Sie fühlt sich zerbrechlich, wie zum Verkauf bestimmt. Der Erzähler versucht ihr zu folgen, doch dann wird auch sie von der Menge verschluckt.
Der Refrain lautet:

« La vie ne fait pas de cadeau
Et nom de Dieu c’est triste
Orly le dimanche
Avec ou sans Bécaud »

Was sich etwa übersetzen lässt als: „Das Leben macht keine Geschenke. Und in Gottes Namen (auch stärker: Verdammt nochmal), es ist traurig sonntags in Orly, ob mit oder ohne Bécaud.“
Die Verse nehmen sich einige Freiheiten bezüglich der Reime, befolgen aber streng das Versmaß von halben Alexandrinern. Die Melodie ist ausgesprochen monoton. Sie beginnt mit dem Wechsel zweier einfacher Akkorde auf einer sanft angeschlagenen Gitarre, die laut Hubert Thébault die Wirkung eines Herzschlags erzeugt. Es handelt sich um Tonika und Dominantseptakkord in c-Moll zur ersten und dritten Viertelnote eines Drei-Viertel-Takts. Während sich Brel so die erste Strophe hindurch alleine begleitet, setzt das von seinem langjährigen Arrangeur François Rauber geleitete Orchester erst nach dem ersten Refrain explosionsartig ein. Die vier akzentuierten Einsätze wirken dabei „wie ein akustisches Ausrufezeichen“. Ab der zweiten Strophe geben die Streicher den Rhythmus vor, während die Bläser in der dritten Strophe das für Brel charakteristische Crescendo unterstützen. Ulf Kubanke spricht von einem „verweht hallenden Bläserecho“, Hubert Thébault erinnern die Fanfaren der Trompeten an eine Corrida. Wie es für die Zusammenarbeit von Brel und Rauber typisch war, hatte Brel von Beginn an genaue Vorstellungen zum musikalischen Stil und der Instrumentierung, so etwa auch zur Trompetenstimme, ließ Rauber dann jedoch die Details ausarbeiten.

## Hintergrund und Entstehungsgeschichte

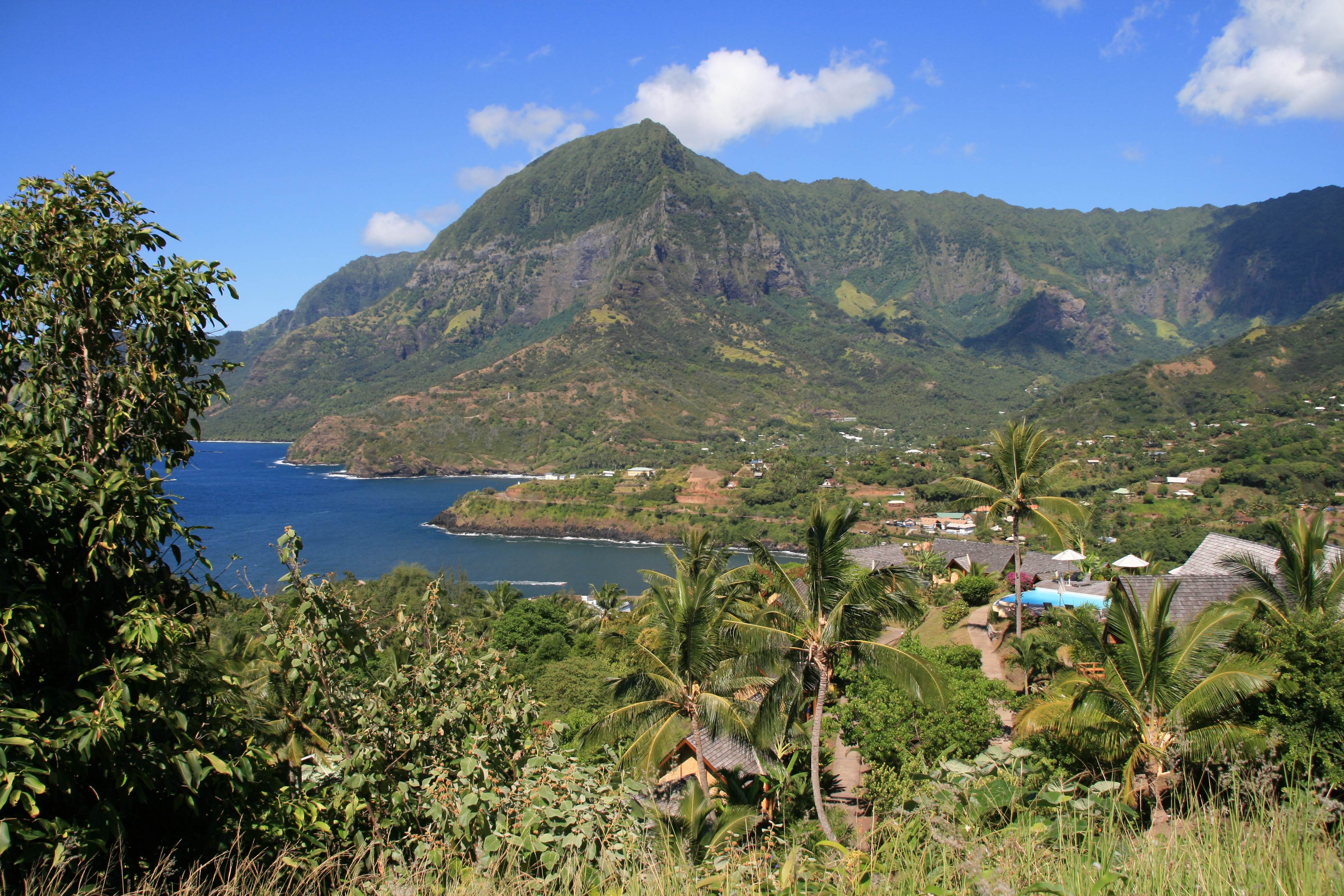
Atuona auf Hiva Oa

Im Mai 1967 gab Brel mit gerade einmal 38 Jahren seine Abschiedsvorstellung als Chansonnier auf der Bühne. Im Folgejahr erschien eine letzte Langspielplatte, anschließend trat Brel nur noch in einem Musical und verschiedenen Filmen auf. Im November 1974 musste sich der an Lungenkrebs erkrankte Sänger einer Operation unterziehen, bei der ein Teil seiner Lunge entfernt wurde. Noch im Dezember des Jahres brach er mit seiner Geliebten Maddly Bamy zu einer Atlantiküberquerung per Segelschiff auf. Wenige Wochen zuvor hatte er sich von einer anderen Geliebten namens Monique verabschiedet, die er niemals wiedersah. Eddy Przybylski vermutet diese Trennung auf einem Flughafen (nicht in Orly, doch mit dem Pariser Flughafen als Reiseziel) als biografischen Hintergrund des Chansons Orly. Brels Reise führte ihn über mehrere Zwischenstationen auf die Marquesas-Inseln, wo er sich im Juni 1976 auf Hiva Oa dauerhaft niederließ. Auf der Insel, auf der schon Paul Gauguin seine letzten Jahre verbracht hatte, fand Brel noch einmal die Inspiration für siebzehn neue Chansons über „ein paar Dinge, die mir seit fünfzehn Jahren durch den Kopf gehen“.
Im August 1977 überraschte Brel seine alten Weggefährten mit einer kurzfristigen Rückkehr nach Paris. Vor der französischen Öffentlichkeit, in der Gerüchte über den sterbenskranken Chansonnier kursierten, versteckte er sich in einem kleinen Hotel nahe der Place de l’Étoile. Im Gepäck hatte er eine Kassette mit Probeaufnahmen seiner neuen Chansons. Gérard Jouannest kritisierte die Monotonie der Melodien, doch François Rauber schmückte sie mit seinen Arrangements aus. Für die Plattenaufnahmen hatte Eddie Barclay ein Studio in der Avenue Hoche angemietet. Brel nahm die Lieder gemeinsam mit einem von Rauber geleiteten Orchester auf, jedoch nie mehr als zwei Chansons pro Arbeitssitzung, die in wenigen Takes abgeschlossen sein mussten. Brels Stimme hatte nachgelassen, er konnte höchstens drei Stunden am Stück singen, bevor er eine Pause machen musste. Die angespannte Stimmung im voll besetzten Studio versuchte er mit Witzen über seinen fehlenden Lungenflügel aufzulockern. Orly gehörte mit Jojo zu den ersten beiden Chansons, die Brel am 5. September aufnahm.
Als Brels letzte Platte am 17. November 1977 veröffentlicht wurde, löste dies ein enormes Echo in der Öffentlichkeit aus. Die Platte trug keinen Titel, das Cover zeigte nur die vier Buchstaben seines Nachnamens vor einem blauen Wolkenhimmel. Barclay machte keine herkömmliche Werbung, sorgte jedoch gerade mit einer demonstrativen Geheimhaltung, der Auslieferung verschlossener Container samt zeitgleicher Öffnung der Zahlenschlösser, für einen besonderen Werbecoup, der die Erwartungen in die Höhe schnellen ließ und für 1 Million Vorbestellungen sorgte. Brel, der Paris bereits Richtung Südsee verlassen hatte, war verärgert über den Rummel. Er lebte noch ein gutes halbes Jahr in Hiva Oa, bis sich sein Gesundheitszustand so weit verschlechtert hatte, dass er im Juli 1978 erneut nach Paris zurückkehren musste, dieses Mal für eine Chemotherapie. Drei Monate später starb er am 9. Oktober 1978 in Bobigny bei Paris an Herzversagen.

## Interpretation

### Liebe und Trennung
Laut Maddly Bamy beschrieb Brel Orly als „une belle chanson d’amour“ („ein schönes Liebeslied“). Für Sara Poole steht es in einer Reihe mit Chansons wie Ne me quitte pas oder Madeleine, die kraftvoll und dramatisch die Verzweiflung und das Ausgeliefertsein an tiefe Leidenschaften heraufbeschwören. Monique Watrin erinnert die „Mini-Tragödie“ Orly an den frühen, leidenschaftlichen Brel aus dem Jahr 1959, dem Jahr also, in dem er mit Ne me quitte pas das „Liebeslied des Jahrhunderts“ (laut Frédéric Brun) geschrieben hat. Aus Sicht seines Chanson-Kollegen Serge Lama hat Brel überhaupt nur vier wirkliche Liebeslieder geschrieben: Ne me quitte pas, La chanson des vieux amants, Orly und Jojo. Für Anne Bauer ist Orly gar das „einzige Chanson von Brel, in dem es eine Liebe ohne Vorbehalte, ohne Hintergedanken und ohne Lüge gibt“.
Orly beschreibt die schmerzliche Trennung eines Paares, das sich zwar liebt, aber wegen nicht ausgeführter Umstände nicht zusammenbleiben kann. Anders als in Chansons wie Je ne sais pas (1958) oder La Colombe (1959) vollzieht sich die Trennung nicht auf einem Bahnsteig, sondern inmitten der Menschenmenge auf einem betriebsamen Flughafen. Und ebenfalls anders als bei früheren Chansons hält sich Brel vollkommen aus dem Geschehen heraus und beschränkt sich darauf, zu beschreiben, was er sieht. Dabei bedient er sich quasi-filmischer Stilmittel und richtet das Objektiv abwechselnd auf das Paar als Ganzes und die einzelnen Personen, ihr Verhalten, ihre Gesten, ihre Blicke und ihre Tränen, mit denen er ein desillusioniertes Bild der menschlichen Existenz zeichnet. Als eine Art Leitmotiv dienen die einleitenden Zeilen „Ils sont plus de deux mille / Et je ne vois qu'eux deux“ („Sie sind über zweitausend und ich sehe nur sie beide“), die im Verlauf der ersten beiden Strophen zweimal wiederholt werden. Sie dienen der Fokussierung, richten den Blick des Erzählers vom Allgemeinen auf das Besondere.
Zu Beginn zeigt Brel das Paar als Einheit mit Ausdrücken wie „eux deux“, „ces deux“, „tous les deux“ und „ils“ („sie beide“, „diese beiden“ „alle beide“ und „sie“). Er erweckt im Zuhörer das Bild einer sehr engen, innigen Vereinigung. Diese wird noch verstärkt durch die äußeren Umstände, den Regen, der beide einhüllt und sich in ihren Tränen widerspiegelt, sowie das gemeinsame Feuer, das in beiden brennt. Bei den ersten, widerstrebenden Versuchen der Trennung erinnert die aufeinander bezogene Bewegung der beiden Körper an Naturelemente, an Ebbe und Flut. Das Paar hebt sich von der umgebenden Menschenmenge ab, nicht nur durch den Fokus des Betrachters, sondern auch indem es eine Liebe lebt, die den anderen unverständlich bleibt, von ihnen verurteilt wird. Es ist eine Liebe, die um ihre Begrenzungen weiß, die keine falschen Versprechungen braucht und durch das Hindernis zwischen den Liebenden noch wächst.
Mit der Trennung des Paares treten die Einzelwesen hervor. Beide bewältigen den Schmerz auf ihre eigene Art und Weise, die für Watrin typische Geschlechterrollen transportiert. Zuerst wird der Mann als eigenständige Person erkennbar. Hierbei arbeitet Brel mit einer Syllepse, bei der erst im Rückbezug korrigiert wird, dass es alleine der Mann gewesen ist, der seinen Schmerz in „gros bouillons“ („dicker Brühe“) herausweint. Diese Kombination der Redewendungen „bouillir à gros bouillons“ („schnell kochen“) und „pleurer à chaudes larmes“ („sich die Augen ausweinen“), assoziiert für Sara Poole gleichermaßen dicke Tränen, verzweifeltes, unkontrolliertes Schluchzen und eine leidenschaftliche, fiebrige Hitze. Der Mann ist auch der Erste, der das Leiden nicht mehr erträgt, weder das eigene noch das der Partnerin. Er flieht in Aktivität und vollzieht brüsk die zuvor immer wieder aufgeschobene Trennung.
Zurück bleibt die Frau. Wie zuvor bei den Tränen des Mannes greift Brel auch bei ihrem Schmerz zu Hyperbeln, zum Stilmittel der Übertreibung und einer laut Patrick Baton regelrechten Explosion der Zeit: „Ses bras vont jusqu'à terre / Ça y est elle a mille ans“ („Ihre Arme gehen bis zum Boden / Es ist soweit, sie ist tausend Jahre alt“). Laut Hubert Thébault waren die Abschiede von Liebenden in Brels Chansons schon immer so herzzerreißend und endgültig wie der Tod. Nach dem Verlust der Liebe meint die Frau ihrem eigenen Tod zu begegnen. Der Verbindung von Liebe und Tod folgt ein symbolischer Kreis, als sie sich alleine um sich selbst dreht. Sie verweigert die Anerkennung der Realität und malt sich unmögliches Glück aus, um ihr Leben aufrechtzuerhalten. Am Ende fühlt sie sich „à vendre“ („zu verkaufen“), denn noch weniger als an die ewige Liebe glauben Brels Chansonfiguren an die ewige Treue. In der Vokabel liegt für Watrin aber auch die Möglichkeit eines Lebens ohne den anderen, die Eröffnung einer neuen Dimension der eigenen Zukunft.
Laut Sara Poole gibt es in der Trennung des Paares keine Gewinner. Beide leiden gleichermaßen. Ungewöhnlich in Orly ist allerdings, dass zum ersten Mal in Brels Œuvre nicht der Mann, sondern die Frau als Verlassene dargestellt wird, als Opfer, dem Mitgefühl und Mitleid des Chansonniers zuteilwird. Poole findet die Darstellung der Verlassenen ungleich berührender als etwa den vergeblich wartenden Verehrer mit seinem Blumenstrauß in Madeleine. Sie wie auch Michaela Weiss halten die Empathie dieses Chansons dem häufig geäußerten Vorwurf der Misogynie in Brels Chansons wie etwa Les biches entgegen. Marc Robine fragt bezüglich dieses Vorwurfs: „mais comment peut-on encore y croire après avoir écouté Orly?“ („wie kann man daran noch glauben, nachdem man Orly gehört hat?“) Für Bruno Hongre und Paul Lidsky ist es die letzte Botschaft Brels, nach dem ausschließlich männlichen Blickwinkel seiner Chansons am Ende das gebrochene Herz einer Frau in einer solchen Intensität nachempfunden zu haben.

### Krankheit und Tod
Brel selbst wies 1978 in einem Gespräch mit seinem Freund, dem Mediziner Paul-Robert Thomas, auf eine andere, persönlichere Lesart des Chansons hin:

« As-tu écouté ma chanson Orly avec attention ? Il s’agit de deux amants qui se séparent, mais surtout d’une métaphore de la Vie et de la Mort. D’un être qui sent sa vie lui échapper; le jour où, par exemple, il décide de partir se faire soigner. Et l’avion se pose à Orly! Dernier aéroport, pour un dernier voyage… »

„Hast Du mein Chanson Orly aufmerksam angehört? Es handelt von zwei Liebenden, die sich trennen, aber insbesondere von einer Metapher über das Leben und den Tod. Von einem, der fühlt, dass sein Leben ihm entflieht; dem Tag, an dem er zum Beispiel entscheidet aufzubrechen, um sich behandeln zu lassen. Und das Flugzeug landet in Orly! Letzter Flughafen für eine letzte Reise…“

Die zurückgelassene, versteinerte Frau blickt laut Sara Poole einer Zukunft entgegen, aus der Sinn und Leben gewichen sind, nachdem der Mann von der Treppe „verschluckt“ worden ist („Bouffé“). Für Brels Tochter France und André Sallée ist es eine Treppe in die Finsternis, die den Mann verschlingt, als werde er von einer Krankheit aufgezehrt. Diese Krankheit erkennt Jean-Luc Pétry auch in der Gegenüberstellung des Paares mit der umgebenden Menschenmenge: Die mageren Körper der Liebenden befinden sich inmitten gesunder, wohl genährter Flugreisender, die zu Voyeuren ihres Schmerzes werden. Die gute Konstitution der Umstehenden wirft ihnen der Erzähler mit Bezeichnungen wie „adipeux en sueur“ („schwitzende Fette“) oder „bouffeurs d’espoir“ („Hoffnungsträger“, wörtlich: „Hoffnungsfresser“) regelrecht vor, so unanständig wirkt ihre Gesundheit neben dem leidenden Paar.
Sébastien Ministru führt in seiner Interpretation für die RTBF weiter aus: „L’escalier, c’est la mort.“ („Die Treppe, das ist der Tod.“) Es sei explizit vom Verschwinden des Mannes die Rede, und dies in einem Vokabular, das nicht einer Abflughalle entstammt, sondern einem Sterbezimmer: dürre Körper, sabbernde Worte, Kummer, Tränen, ein Schrei, eine unruhige Hand wie ein letzter Ausbruch des Lebens. In all dem stecke die Beschreibung eines Todeskampfes, der letzten Atemzüge eines Sterbenden. Es sei ein Abschiedsgruß des todkranken Brel, der elf Monate nach Veröffentlichung seines letzten Albums verstarb.

### Mit oder ohne Bécaud

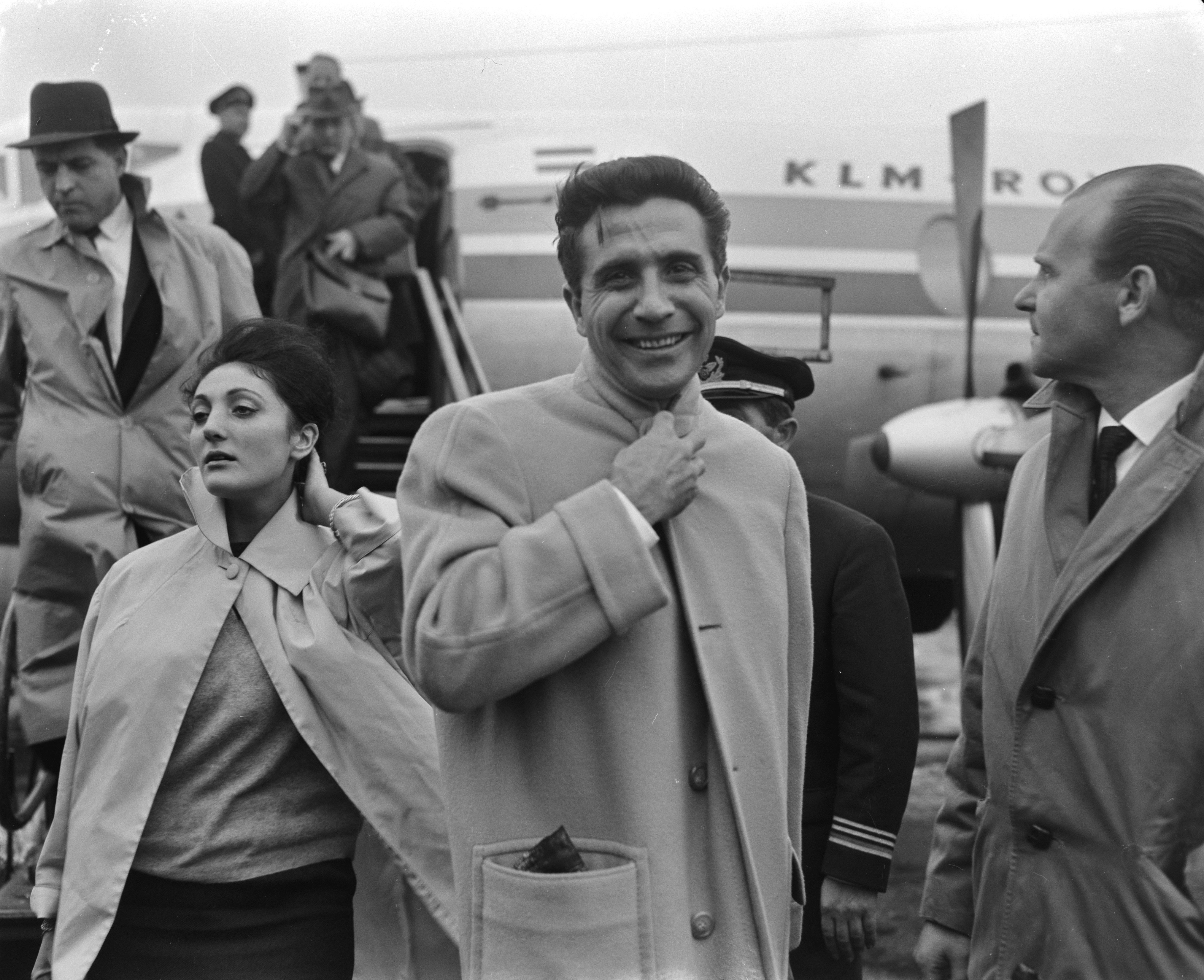
Gilbert Bécaud 1961 auf dem Flughafen Amsterdam Schiphol

Im Refrain von Orly verweist Brel auf ein berühmtes Lied seines Chanson-Kollegen Gilbert Bécaud aus dem Jahr 1963: Dimanche à Orly. Dessen Text stammt von Pierre Delanoë, die Musik von Bécaud. Es handelt von den hoffnungsfrohen Phantasien eines kleinen Angestellten, der jeden Sonntag zum Flughafen Paris-Orly fährt, um den Flugzeugen zuzusehen und von fernen Ländern zu träumen. Eines Tages, so hofft er, wird er selbst in einem solchen Flugzeug sitzen. Der Refrain beginnt mit den Versen:

« Je m’en vais l’ dimanche à Orly.
Sur l’aéroport, on voit s’envoler
Des avions pour tous les pays.
Pour l’après-midi… J’ai de quoi rêver. »

Die Übersetzung lautet etwa: „Ich gehe am Sonntag nach Orly. Auf dem Flughafen sieht man Flugzeuge in alle Länder fliegen. Für den Nachmittag… habe ich etwas zum Träumen.“
Bécauds Lied, vierzehn Jahre vor Brels Orly entstanden, kündet von einer Zeit, in der der Flughafen noch vor dem Eiffelturm Frankreichs größte Besucherattraktion war. Nach Einweihung des Terminals Orly Süd 1961 kamen täglich neben 10.000 Reisenden ebenso viele Besucher, um den Tag in Restaurants, Kinos, Einkaufspassagen und auf drei Besucher-Terrassen zu verbringen. Der Flughafen, ein „riesiges Monument aus Glas und Stahl“ („vaste monument de glaces et d’acier“) stand für Modernität und Mondänität, konnte man doch zuweilen auch einen Blick auf die reisenden Stars erhaschen. Die romantisierende Stimmung von Dimanche à Orly fasst der Physiker Jeremy Bernstein zusammen: „The cheer is relentless.“ („Der Jubel ist erbarmungslos.“) Und er schließt an, dass dies Brel auf die Nerven gegangen sein muss.
Laut André Gaulin handelt es sich bei Brels Orly um eine regelrechte „Anti-Version“ des Vorgängers von Bécaud. Chris Tinker führt aus, dass das Leben auch dann grausam und tragisch sein könne, wenn die heiteren Chansons von Brels Zeitgenossen aus dem Lautsprecher rieseln. Bécaud fühlte sich von Brels namentlicher Erwähnung nicht gerade geehrt. Claude Lemesle urteilte, es sei eine „unnötige Anspielung“ („l’inutile allusion“) auf den Kollegen, für die sich Brel später telefonisch entschuldigt hätte. Der niederländische Journalist Pieter Steinz hingegen goutierte gerade den Comic Relief, die komische Erleichterung, mit der die Melancholie von Orly durch einen „witzigen musikalischen Verweis“ auf den Chansonnier-Kollegen relativiert wird.

## Rezeption
Während Brels letzte Langspielplatte in der französischen Kritik auf eine große Bandbreite von sehr unterschiedlichen Rezensionen traf (von ablehnend bis sehr positiv), wurde das Chanson Orly häufig positiv aus dem Gesamtwerk herausgehoben. So kritisierte etwa Jacques Marquis in Télérama die nachlassenden Texte und veraltete Musik, ordnete Orly aber unter „trois ou quatre beaux titres“ („drei oder vier schöne Titel“) auf der Platte ein. Danièle Heymann fand in L’Express durchgängig lobende Worte über Brels Veröffentlichung, erteilte aber Orly besonderes Lob als „la plus belle chanson de rupture depuis Les Feuilles mortes“ („das schönste Chanson über Trennung seit Les Feuilles mortes“). Auch rückblickend hielt Ulf Kubanke in seiner Besprechung in laut.de Orly für den „Höhepunkt des Albums“. Und Gilles Verlant bezeichnete Orly gemeinsam mit La ville s’endormait und Les marquises als „trois des plus belles chansons jamais écrites par Brel“ („drei der schönsten Chansons, die Brel jemals geschrieben hat“).
Brels älterer Bruder Pierre Brel sah in Orly das beeindruckendste Chanson aus dem gesamten Repertoire seines jüngeren Bruders. Claude Lemesle bezeichnete es als „chef-d’œuvre“ („Meisterwerk“). Jérôme Pintoux urteilte: „Une chanson mélo, pathétique. Un peu trop longue peut-être.“ („Ein melodramatisches, pathetisches Chanson. Ein bisschen zu lang vielleicht.“) Pieter Steinz schrieb 1996: „Het is het droevigste afscheidslied dat ik ken.“ („Es ist das traurigste Abschiedslied, das ich kenne.“) So wählte der an ALS erkrankte Steinz das Lied 2015, ein Jahr vor seinem Tod, auch als musikalische Untermalung für seine eigene Trauerfeier aus.
Orly wurde in mehr als 30 Coverversionen auf Tonträger eingespielt. Darunter befinden sich Übertragungen ins Afrikaans, Englische, Italienische, Niederländische und Russische. Loek Huisman übertrug das Lied unter dem Titel Flugplatz ins Deutsche. Die Fassung sang 1989 Michael Heltau auf dem Album Heltau – Brel Vol 2 ein. Das französische Original interpretierten unter anderem Dominique Horwitz (1997 auf Singt Jacques Brel und 2012 auf Best of Live – Jacques Brel), Vadim Piankov (1998 auf Chante Jacques Brel, 2001 auf Brel... Barbara und 2009 auf Vadim Piankov interprète Jacques Brel), Anne Sylvestre (2000 auf Souvenirs de France), Pierre Bachelet (2003 auf Tu ne nous quittes pas), Florent Pagny (2007 auf Pagny chante Brel und 2008 auf De part et d’autre), Laurence Revey (2008 auf Laurence Revey) und Maurane (2018 auf Brel).